# アブデュルメジト2世
アブデュルメジト2世（オスマン語: عبد المجيد الثانى、ラテン文字転写:Abdülmecid II、1868年5月29日 - 1944年8月23日）は、イスラム世界で承認された最後のカリフ。

## 生涯

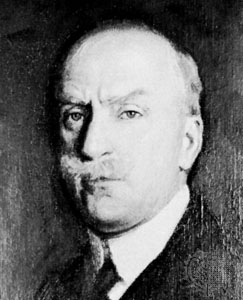
アブデュルメジト2世（トプカプ宮殿博物館蔵）

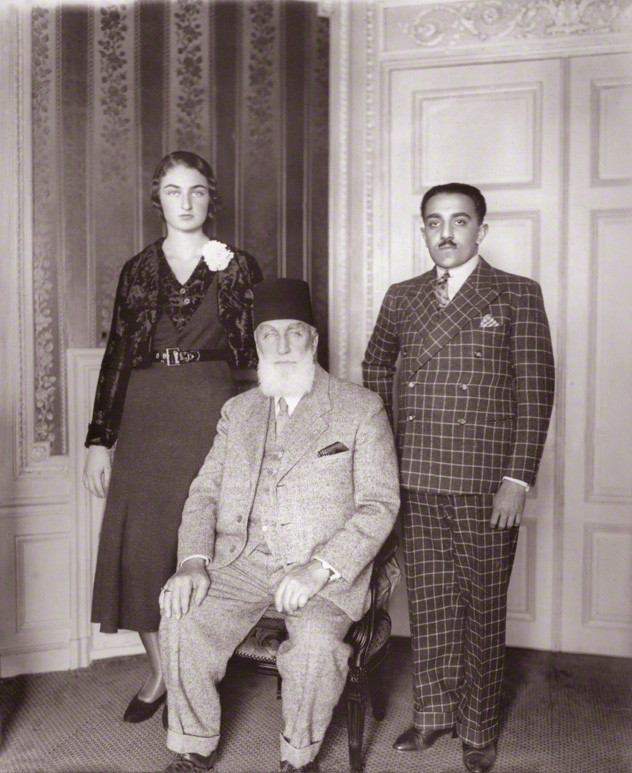
皇女デュルリュシェフヴァル、婿のベラール公アーザム・ジャーと（1931年）

1868年5月29日、イスタンブールのドルマバフチェ宮殿において、オスマン帝国第32代皇帝であるアブデュルアズィズの息子として誕生した。4人の妃と結婚し、1男1女の父となった。1918年7月4日、従兄のメフメト6世が第36代皇帝として即位するのと同時に、アブデュルメジトは皇太子となった。
トルコ革命の結果、1922年11月1日にメフメト6世は廃位され、帝政は廃止された。トルコ大国民議会は11月19日に皇太子アブデュルメジトをカリフに選出した。オスマン帝国の皇帝としての地位は、世俗的支配者としてのパーディシャーと宗教的指導者としてのカリフが一体となったものであったが、前者を廃し、後者のみをアブデュルメジトが継承したことになる。これは、トルコ国内の一部で、オスマン家の血統にある者を象徴的な皇帝として擁そうという声があったためと言われている。新政府樹立直後の混乱の中で、内部対立を避けるため多数派もひとまずこれを容認した。芸術家肌の教養人であるアブデュルメジト自身も、世俗の権力にはまったく興味がなかった。
1923年10月29日、トルコは共和政を宣言し、国家元首としてムスタファ・ケマルが初代大統領に就任した。さらに、近代化を進めるトルコ共和国は政教分離を採用したため、1924年3月3日にカリフ制も廃止され、アブデュルメジトはオスマン家の一族と共に国外に追放された。
連合国軍によるパリの解放の前日にあたる1944年8月23日、アブデュルメジト2世は亡命先のパリの自宅で死去した。そして、サウジアラビアのマディーナ（メディナ）に埋葬された。